# Marmosa de Robinson
La marmosa de Robinson (Marmosa robinsoni) és una espècie d'opòssum de la família dels didèlfids. Viu a Belize, Colòmbia, l'Equador, Grenada, Hondures, Panamà, el Perú, Trinitat i Tobago i Veneçuela.